# Elvis Pompilio
Elvis Pompilio (Luik, 1961) is een Belgische modeontwerper met Italiaanse roots die in hoeden is gespecialiseerd.

## Biografie
Als kind maakte hij kledij voor de Barbiepoppen van zijn zus. In 1987 startte hij met een klein atelier te Brussel waar hij hoeden en modeartikelen maakte voor particulieren. Ondertussen is hij ook als ontwerper aan de slag voor enkele merken waaronder Dior, Demeulemeester, Hugo Boss, Thierry Mugler, Veronique Branquinho, Véronique Leroy, Chanel en Valentino.
Vanaf 1990 opende hij verkooppunten te Antwerp, Parijs en Londen en ondertussen ook reeds in de VS en Japan.
In 2002 sloot hij al zijn verkooppunten en enkel nog voor ontwerpers te werken om het wat kalmer aan te doen.
Op 1 april 2010 opende hij terug een boetiek aan de zavel te Brussel. In ene interview vertelde hij dat hij het contact met de klanten miste.
Zijn creaties worden gewaardeerd door vele bekende personen waaronder John Collins, Harrison Ford, Madonna, Sharon Stone, Yannick Noah, Axelle Red, Mickey Rourke, Amélie Nothomb, Lio, Etienne Daho, Blondie, Arielle Dombasle. Daarnaast kan hij ook de koninklijke families Engeland, Noorwegen, Zweden en België tot zijn klanten rekenen.
Ook zijn een aantal van zijn legendarische, omvormbare ontwerpen te bewonderen in musea waaronder het Musée Grévin in Parijs en in de permanente collectie van het Musée des Arts Décoratifs in het Louvre.
In de RTBFshow De Grootste Belg in 2005 eindigde hij op de 84tigste plaats.